# مرموطينة
مرموطينة (الاسم العلمي: Marmotina) هي عمارة حيوانية تتبع فصيلة السنجابية من رتبة القوارض.

## أجناس
- مرموط